# Бийер и Кото-де-Жюрансон
Бийе́р и Кото́-де-Жюрансо́н (фр. Billère et Coteaux de Jurançon) — кантон во Франции, находится в регионе Аквитания, департамент Атлантические Пиренеи. Входит в состав округов По и Олорон-Сент-Мари.
Код INSEE кантона — 6408. Всего в кантон Бийер и Кото-де-Жюрансон входит 5 коммун, центральный офис расположен в Бийере.

## История
Кантон был образован декретом от 25 февраля 2014 года, который вступил в силу 22 марта 2015 года. В состав новообразованного кантона вошли коммуны упразднённых кантонов Ласёб (1 коммуна), Бийер (1 коммуна) и Жюрансон (3 коммуны). Четыре коммуны относятся к округу По, и одна — к округу Олорон-Сент-Мари.

## Население
Население кантона на 2015 год составляло … человек.

## Коммуны кантона
| Коммуна  | Население, чел. (2010) | Почтовый индекс | Код INSEE |
| -------- | ---------------------- | --------------- | --------- |
| Бийер    | 13 367                 | 64140           | 64129     |
| Жюрансон | 6963                   | 64110           | 64284     |
| Ларуэн   | 946                    | 64110           | 64315     |
| Обертен  | 656                    | 64290           | 64072     |
| Сен-Фост | 762                    | 64110           | 64478     |